# Verdens Gang
Verdens Gang, comúnmente conocido como VG, es el periódico más importante de Noruega, fundado en 1945. 

## Historia
Inició su andadura en 1945 por miembros del movimiento de la resistencia cuando el país fue liberado de la ocupación de la Alemania nazi durante la Segunda Guerra Mundial. El primer número se publicó el 23 de junio de dicho año. El diario no mantiene una afiliación partidista. VG pertenece al grupo Schibsted, que también tiene en propiedad el segundo diario en importancia del país, Aftenposten. Su sede se encuentra en Oslo. En 2005 tenía unas ventas de 343 703 ejemplares diarios. Su editor es Torry Pedersen.